# Ceratophysella empodialis
Ceratophysella empodialis är en urinsektsart som beskrevs av Babenko in Babenko, Chernova, Potapov och Sophya K. Stebaeva 1994. Ceratophysella empodialis ingår i släktet Ceratophysella och familjen Hypogastruridae. Inga underarter finns listade i Catalogue of Life.